# Knucklehead
Knucklehead (en español Cabeza hueca) es una película de comedia protagonizada por Big Show en su primer papel protagonista. Se estrenó el 22 de octubre de 2010 y el DVD el 9 de noviembre de 2010.

## Argumento
Walter Krunk (Big Show) es un huérfano de 35 años que siempre vivió en el orfanato, tras quemar accidentalmente la cocina del orfanato, tiene 10 días para pagar la cocina y que el orfanato no cierre, mientras tanto un hombre llamado Eddie Sulivan Mark Feuerstein está endeudado con Memphis Earl Dennis Farina. Walter y Eddie deciden unir fuerzas para resolver sus problemas junto con la ayuda de María O'Conner Melora Ardin y juntos entrenar a Walter para dominar la lucha libre y juntar los $100,000 para arreglar la cocina.

## Crítica
La película fue la segunda producida WWE Studios, fue un fracaso en taquilla e fue criticada, Slant Magazine dio un media de 5 estrellas. The New York Times llamó a la película "mediocre". La película recaudó $ 7.927 de lo que viene significando de gran fracaso económico, aunque el DVD ha tenido una venta "aceptable".